# Easy (série de televisão)
Easy é uma série americana antologica de comédia e drama escrita, dirigida, editada e produzida por Joe Swanberg. consiste de dezesseis episódios de meia hora. A série se passa em Chicago e acompanha grandes atores interpretando histórias complicadas de amor, relacionamento com eletrônicos e sexo. A primeira temporada foi lançada na Netflix em 22 de setembro de 2016.
Em abril de 2017, Swanberg revelou que a série tinha sido renovada para uma segunda temporada, , que foi lançada em 1 de dezembro de 2017. Em Agosto de 2018 a série foi renovada para uma terceira e ultima temporada.

## Produção
Em Março de 2016, foi anunciado que a Netflix tinha encomendado uma temporada de oito episódios, com Joe Swanberg escrevendo e dirigindo a série, com Michael Chernus, Marc Maron, Elizabeth Reaser, Gugu Mbatha-Raw, Jake Johnson, Aya Dinheiro, Dave Franco, Jane Adams, Hannibal Buress, Kiersey Clemons, Orlando Bloom, e Malin Åkerman como protagonistas.

## Recepção
A primeira temporada de Easy recebeu críticas positivas dos críticos de cinema. Possui uma classificação de aprovação de 92% no site do agregador de avaliações Rotten tomatoes, com base em 13 avaliações, com uma classificação média de 8/10. No Metacritic, a temporada possui uma classificação de 74 de 100, baseado em nove críticos, indicando "críticas geralmente favoráveis".